# Arrancacepas
Arrancacepas – gmina w Hiszpanii, w prowincji Cuenca, w Kastylii-La Mancha, o powierzchni 18,56 km². W 2011 roku gmina liczyła 31 mieszkańców.